# Pallas en de centaur
Pallas en de centaur (Italiaans: Pallade e il centauro) is een schilderij van Sandro Botticelli dat hij omstreeks 1482 schilderde. Sinds 1922 maakt het deel uit van de collectie van de Galleria degli Uffizi in Florence.

## Herkomst
Het doek is geschilderd voor Lorenzo de' Medici (Lorenzo il Magnifico) of voor iemand uit zijn directe omgeving. Op Pallas' gewaad is het familie-embleem van De' Medici, drie of vier met elkaar verbonden ringen met een diamant, veelvuldig in borduurwerk aangebracht. Het schilderij wordt gezien als een geschenk van Lorenzo voor de bruiloft van zijn neef Lorenzo di Pierfrancesco de' Medici met Semiramide Appiano in 1482. Het werk komt in ieder geval voor in de inventarissen van 1498 (opgesteld na de dood van Lorenzo di Pierfrancesco's broer Giovanni de' Medici), 1503 en 1516 van het Palazzo Medici in de Via Larga. Het hing boven de toegangsdeur naar de voorkamer, vlak bij La Primavera. 
Later in de zestiende eeuw bevond het schilderij zich in het Palazzo Vecchio. In 1638 was het, net als La Primavera, in de Villa di Castello van de Medici's. In 1830, toen Botticelli uit de mode was en alleen nog van historisch belang werd beschouwd, was het schilderij in het Palazzo Pitti terechtgekomen. Daar werd het in 1895 opgemerkt door de Engelse kunstenaar William Blundell Spence, die in Florence woonde. In 1922 werd het schilderij overgebracht naar de Galleria degli Uffizi. 

## Voorstelling
Tegen de achtergrond van een grote afgebroken rots en een landschap met een groot meer staat de godin Pallas  Athena gewapend met een rijk versierde hellebaard. Ze is gekleed in transparante stoffen versierd met olijf- of lauriertakken. In haar rechterhand houdt ze een centaur aan zijn haren vast. Hoewel hij gewapend is met een boog en een pijlkoker, lijkt hij getemd te worden door het gebaar van de godin.
De interpretatie van de scène is, net als bij andere werken van Botticelli, onzeker. Waarschijnlijk konden alleen de ingewijden van de neoplatonische academie het schilderij volledig begrijpen. Marsilio Ficino was de centrale figuur binnen deze groep die werd gesteund door Cosimo de' Medici. Zijn uitspraak "Bestia nostra, id est sensus; homo noster, id est ratio" wijst op een interpretatie van het schilderij als allegorie van de Rede (beschreven door Gombrich). De godin, symbool van de rede, overwint de dierlijke instincten, gesymboliseerd door de centaur, een mythologisch wezen dat half mens en half beest is. 
Frothingham wees op de gelijkenis met een afbeelding in de Chronograaf van 354, een Romeinse kalender van Furius Dionysius Filocalus, de secretaris van paus Damasus I. De kalender toont de personificatie van de stad Trier als een vrouwelijke krijger met een speer en schild die het haar van een mannelijke figuur met een boog en pijlen aan zijn voeten vasthoudt. De twee werken lijken erg op elkaar en het is mogelijk dat Botticelli zijn idee voor zijn schilderij van deze afbeelding kreeg, nadat hij een kopie had gezien. In Rome, waar Botticelli werkte aan de schilderingen van de Sixtijnse Kapel, kan hij op Romeinse sarcofagen afbeeldingen van centauren gezien hebben.
Enkele auteurs, onder wie John Rigby Hale, geven Pallas en de centaur een politieke interpretatie. Lorenzo de' Medici onderhandelde in de tijd dat het schilderij ontstond met koning Ferdinand I van Napels om te voorkomen dat Napels zou toetreden tot een anti-Florentijnse bondgenootschap, aangevoerd door Sixtus IV. Pallas zou dan een personificatie van Florence zijn die haar vijanden overwint.

## Afbeeldingen

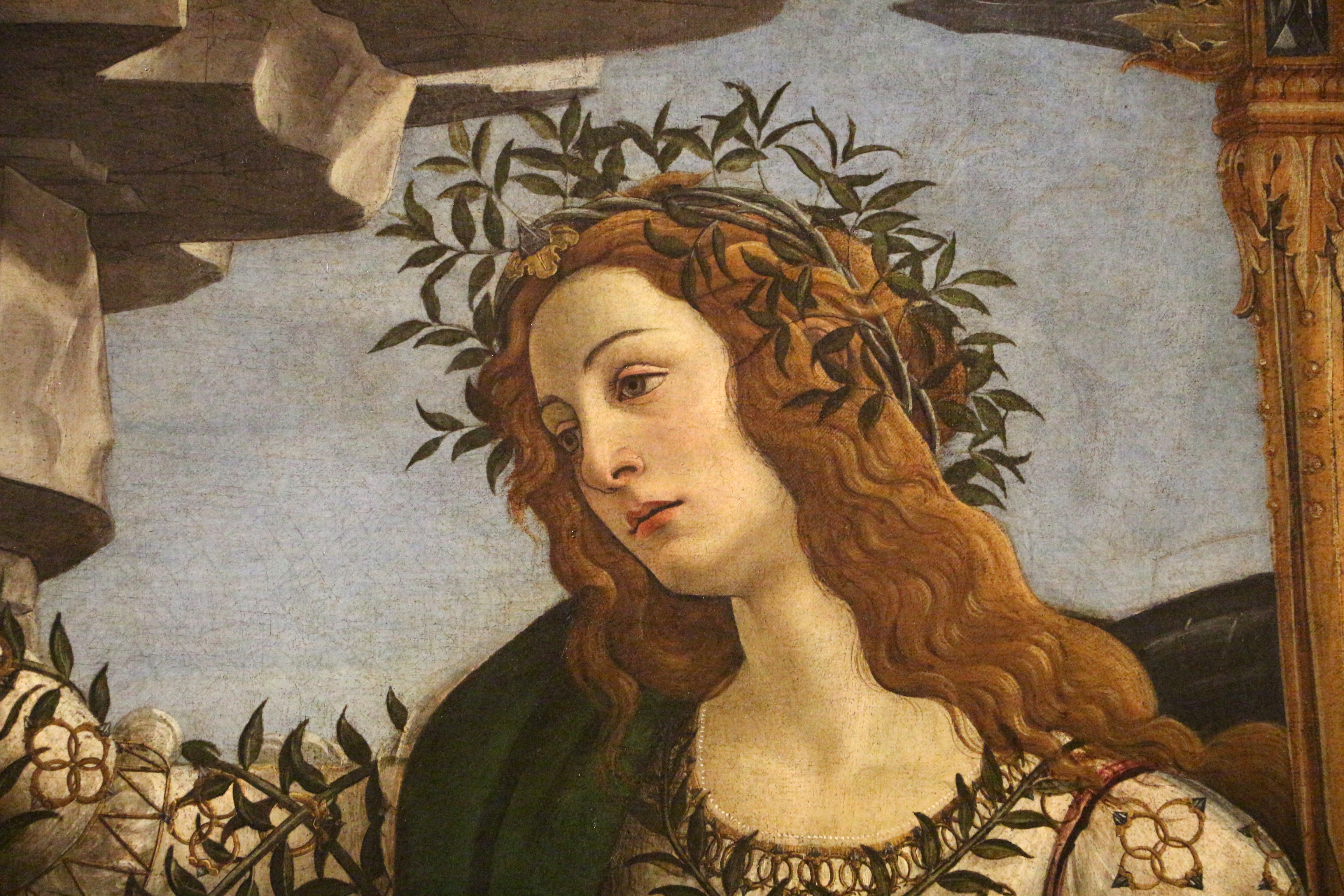
Detail
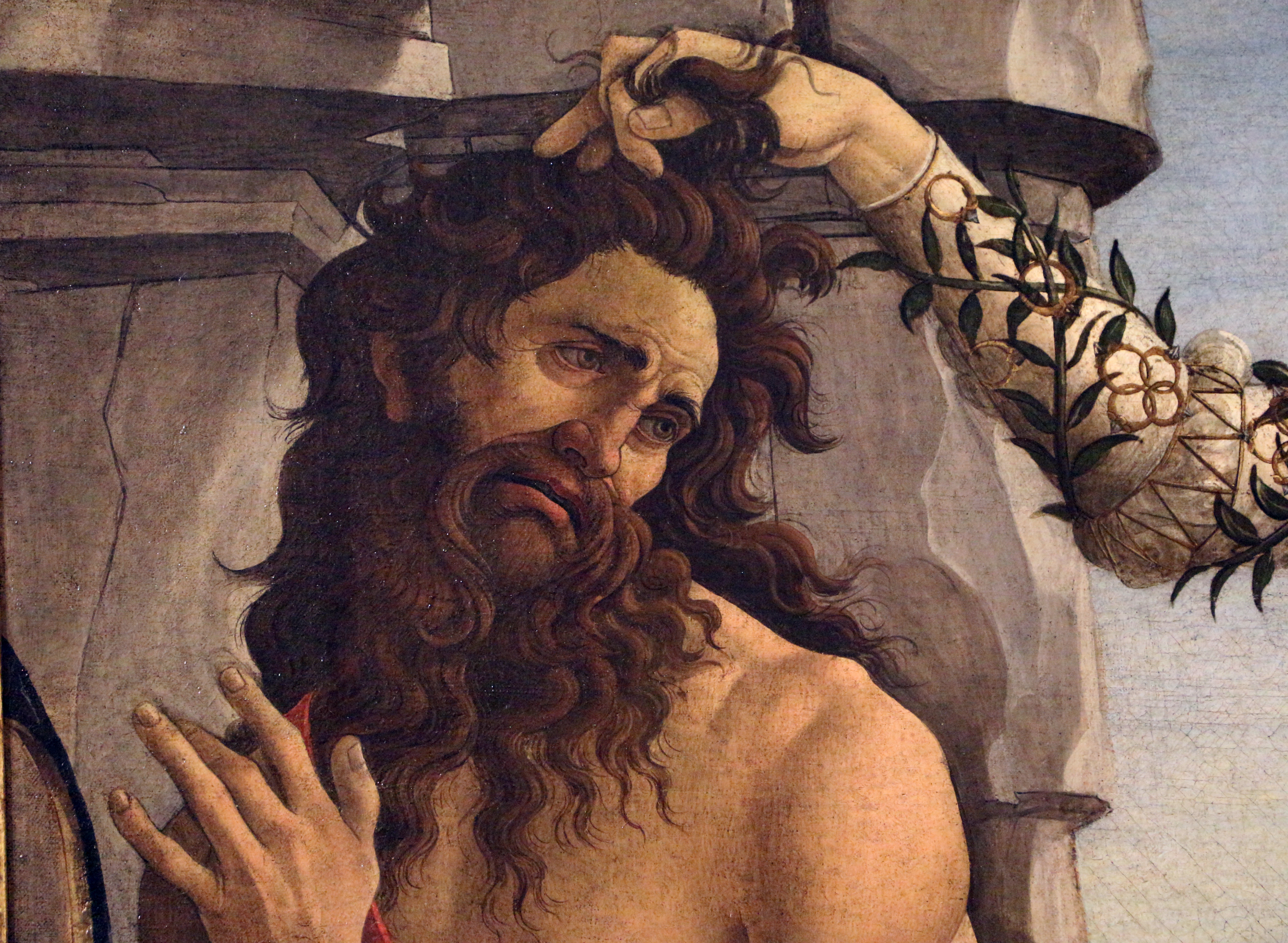
Detail
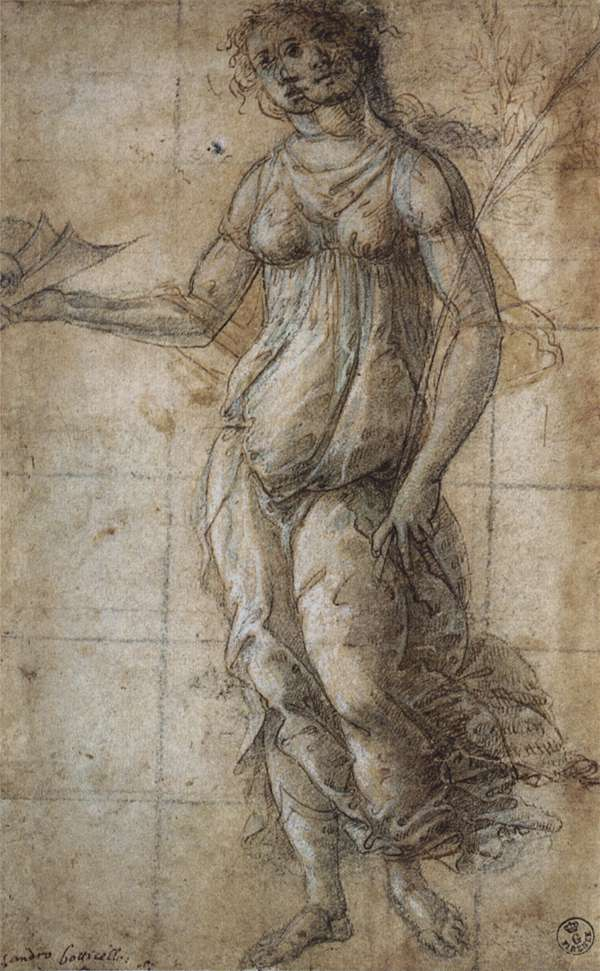
Voorbereidende schets
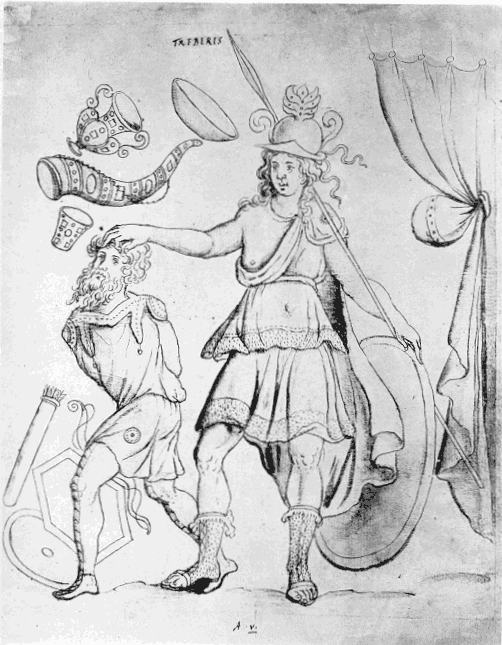
Afbeelding uit de Chronograaf van 354